# Beatton Provincial Park
Der Beatton Provincial Park ist ein 330 ha großer Provinzpark im kanadischen British Columbia. Der Park liegt am Ostufer des Charlie Lake, 15 Kilometer nordwestlich von Fort St. John, im Peace River Regional District.
Der Park gehört zu den zehn der ältesten der Provincial Parks in British Columbia.

## Anlage
Der Park liegt am Ostufer des Charlie Lake. Auf dem gegenüberliegenden Westufer des Sees liegt der Charlie Lake Provincial Park.
Bei dem Park handelt es sich um ein Schutzgebiet der Kategorie II (Nationalpark).

## Geschichte
Wie bei fast allen Provinzparks in British Columbia gilt auch für diesen, dass er lange bevor die Gegend von europäischen Einwanderern besiedelt oder sie Teil eines Parks wurde dieses Jagd- und Fischereigebiet verschiedener Völker der First Nations war. Archäologische Nachweise für eine Nutzung wurden im Park bisher nicht gefunden. Allerdings liegt etwa neun Kilometer südlich die Charlie Lake Cave, welche eine entsprechende Nutzung der Gegend bereits seit bis zu 11.000 Jahren belegt.
Der Park wurde am 13. Oktober 1933 gegründet und sein Status zuletzt im Jahr 2004 gesetzlich bestätigt, als dem Schutzgebiet etwa 18 ha des Sees hinzugefügt wurden und der Park seine heutige Größe erreichte.

## Flora und Fauna
Innerhalb des Ökosystems von British Columbia, welches mit dem Biogeoclimatic Ecological Classification (BEC) Zoning System in verschiedene biogeoklimatischen Zonen eingeteilt wird, wird der Park der Boreal White and Black Spruce Zone zugeordnet. Biogeoklimatische Zonen zeichnen sich durch ein grundsätzlich identisches Klima sowie gleiche oder sehr ähnliche biologische und geologische Voraussetzungen aus. Daraus resultiert in den jeweiligen Zonen dann auch ein sehr ähnlicher Bestand an Pflanzen und Tieren.

## Aktivitäten
Der Park verfügt über keine ausgeprägte touristische Infrastruktur. Der ganzjährig geöffnete Park verfügt jedoch, neben einem Picknickbereich, über 39 Stellplätze für Wohnmobile und Zelte sowie über einfache Sanitäranlagen. Als Besonderheit verfügt der Park über etwa 15 Kilometer Langlaufloipen.